# Myrsine degeneri
Myrsine degeneri är en viveväxtart som beskrevs av Edward Yataro Hosaka. Myrsine degeneri ingår i släktet Myrsine och familjen viveväxter. IUCN kategoriserar arten globalt som sårbar. Inga underarter finns listade i Catalogue of Life.